# 池添隆博
池添隆博（日语：／ Ikezoe Takahiro，1976年—），日本男性動畫師、動畫演出家、動畫導演。出身於千葉縣。在華特迪士尼動畫日本工作後，現在是studio-KIN代表。

## 參加作品

### 電視動畫
2003年
- 星球流浪記（—2004年，原畫）

2004年
- 火之鳥（原畫）
- 走投無路危險爺爺（日语：絶体絶命でんぢゃらすじーさん）（—2005年，分鏡、演出、作畫監督）
- 機獸超世紀（—2005年，原畫）
- 魔法咪路咪路Wonderful（—2005年，原畫）
- 怪醫黑傑克（—2006年，原畫）
- DAN DOH!!（日语：DAN DOH!!）（原畫）
- 雙戀（原畫）

2005年
- 絕對少年（原畫）
- 神樣中學生（原畫）
- 我太太是高中生（演出）
- 學園快樂七福神 ～The 電視漫畫～（日语：はっぴぃセブン）（OP原畫）
- 到另一個你的身邊去（—2006年，原畫）

2006年
- 陰守忍者！（原畫）
- 無敵看板娘（原畫）
- 血色花園（演出）
- 史上最強弟子兼一（—2007年，分鏡、演出）

2007年
- 火影忍者疾風傳（—2017年，原畫）
- 電腦線圈（分鏡、演出、原畫）
- 王牌投手 振臂高揮（分鏡、演出）
- 魯邦三世：霧之謎（日语：ルパン三世 霧のエリューシヴ）（演出）
- 變形金剛進化版（—2009年，分鏡、演出）

2008年
- 亡念之扎姆德（—2009年，演出、作畫監督）

2009年
- 第一神拳 New Challenger （分鏡、演出、原畫）
- 迷宮塔 ～the Aegis of URUK～（OP原畫）
- 阿拉德戰記 ～Slap Up Party～（導演、分鏡、演出、ED分鏡&演出）
- 鋼之鍊金術師 FULLMETAL ALCHEMIST（—2010年，分鏡、演出、原畫、第2原畫、OP分鏡&演出&原畫）
- 塔麻可吉！（—2012年，原畫）

2010年
- 空·之·音（分鏡）
- SOUL EATER REPEAT SHOW（—2011年，OP分鏡&演出）
- STAR DRIVER 閃亮的塔科特（—2011年，分鏡、OP原畫）
- 天降之物f（原畫）
- 荒川爆笑團（分鏡）

2011年
- 蘿球社！（分鏡）
- 女神異聞錄4 the ANIMATION（—2012年，原畫）

2012年
- 松本零士「OZMA」（日语：オズマ (アニメ)）（導演、分鏡、演出、OP分鏡&演出、ED分鏡&演出）[注 1]
- 交響詩篇AO（ED分鏡）
- 白熊咖啡廳（—2013年，分鏡、演出、原畫）
- 絕園的暴風雨（—2013年，原畫）

2013年
- 神奇寶貝XY（—2016年，分鏡）

2014年
- 積木戰士（—2015年，3DCG演出、分鏡、OP3DCG分鏡&演出）
- 棺姬嘉依卡（演出）
- 棺姬嘉依卡 AVENGING BATTLE（OP分鏡&演出）

2015年
- SHOW BY ROCK!! （導演、分鏡、演出、第1話OP分鏡）

2016年
- 文豪Stray Dogs（分鏡）
- SHOW BY ROCK!! Short!!（導演、分鏡、演出、原畫）
- SHOW BY ROCK!!#（導演、分鏡、演出、原畫）

2017年
- 水嫩小嘰!!（日语：プリプリちぃちゃん!!）（導演[2]、分鏡、ED分鏡&演出）

2018年
- 新幹線變形機器人 辛卡利昂（導演、分鏡）

2021年
- SHOW BY ROCK!! STARS!!（總導演[3]）
- SD鋼彈世界 群英集（日语：SDガンダムワールド ヒーローズ）（導演）
- 新幹線變形機器人 辛卡利昂Z（總導演、劇本統籌）

2025年
- 東島丹三郎想成為假面騎士（日语：東島丹三郎は仮面ライダーになりたい）（導演[4]）

### 電影動畫
2000年
- 小熊維尼之跳跳虎歷險記（動畫特效處理）

2002年
- 小熊維尼之小豬大行動（英语：Piglet's Big Movie）（原畫）

2004年
- 名偵探柯南：銀翼的奇術師（原畫）

2005年
- 小熊維尼之長鼻怪大冒險（圖像處理）
- 決鬥大師：暗之城的魔龍凰（原畫）
- 翡翠森林狼與羊（原畫）

2006年
- 死者之書（動畫特效）
- 勇者物語（原畫）

2007年
- 劇場版 琴之森（原畫）

2009年
- 劇場版 火影忍者疾風傳：火意志的繼承者（原畫）

2011年
- 永恆的永遠（分鏡、演出、原畫）
- 劇場版 火影忍者：血獄（原畫）

2019年
- 劇場版 新幹線變形機器人 辛卡利昂：來自未來的神速ALFA-X（導演[5]）

### OVA
1997年
- 小熊維尼尋找羅賓（動畫）

1998年
- 風中奇緣2：倫敦之旅（動畫）

2002年
- 鐘樓怪人2：老實鐘的秘密（原畫）

2003年
- 101忠狗續集：倫敦大冒險（原畫）

2006年
- 真救世主傳說 北斗神拳 尤莉亞傳（日语：真救世主伝説 北斗の拳 ユリア伝）（原畫）
- 鬼公子炎魔（—2007年，原畫）

2010年
- 蝙蝠俠：紅頭罩之下（原畫）

### 網路動畫
2016年
- 網路限定版（動畫超總監）

2018年
- 裝刀凱 The Animation（日语：ソードガイ 装刀凱）（總導演[6]）

2019年
- 機甲英雄 機鬥勇者（導演[7]）
- SD鋼彈世界：三國創傑傳（日语：SDガンダムワールド 三国創傑伝）（導演、分鏡）

## 腳註

## 相關項目
- 日本動畫師列表（日语：アニメ関係者一覧）